# معركة باغريواند (372)
معركة باغافان (تُكتب أيضًا باغاوان) أو معركة فاغابانتا، حدثت عام 371 بالقرب من مستوطنة باغافان [الإنجليزية] في منطقة باغريفاند في أرمينيا الكبرى، بين قوة رومانية أرمينية مشتركة وجيش ساساني وانتهت بانتصار الرومان والأرمن. وثق المعركة المؤرخ الروماني أميانوس مارسيلينوس، وكذلك المؤرخ الأرمني فاوستوس البيزنطي [الإنجليزية] .
ذكر المؤرخ الأرمني موفسيس خوريناتسي [الإنجليزية] والعديد من المؤرخين الأرمن اللاحقين الذين تبعوه أن المعركة قد حدثت في حقل يسمى دزيراف، لذا تسمى معركة دزيراف في بعض المصادر الأرمنية. في حين يعتبر المؤرخين هاكوب مانانديان و نينا غارسويان [الإنجليزية] أن هذا خطأ من قبل خوريناتسي أو ربما قد خلط بين معركة باغافان ومعركة غاندزاك الموصوفة في الفصل التالي من تاريخ فاوست.

## المعركة
اتصل سابور الثاني، شاه الإمبراطورية الساسانية، بالملك الأرميني باباس (باب) الذي كان لا يزال مختبئًا وحاول إقناعه بالوقوف إلى جانبه. وتحت تأثير سابور قام باباس بقتل سايلايسيس وأرتابانيس وأرسل رؤوسهم إلى الشاه كعلامة على الولاء. وفي ربيع عام 370، أعد سابور غزوًا ضخمًا لأرمينيا تحقق في ربيع عام 371. لقد التقى جنرالات فالينس تريانوس وفادوماريوس بالقوة الفارسية في أرمينيا في باغريفاند وهي ليست بعيدة عن القرية المسماة دزيراف وخرجوا منتصرين. يعطى فاوستس البيزنطي الفضل الكبير في الانتصار لسبارابت موشيغ ماميكونيان الأول [الإنجليزية] . لاحظ موفسيس خوريناتسي من أرمينيا والمؤرخ الروماني أميانوس مارسيليانوس أن جنرالات فالينس لم يشاركوا بنشاط في المعركة بل شاركوا في حماية الملك. خلال المعارك التي تلت ذلك، تم استعادة المزيد من الأراضي الأرمينية من الفرس، بما في ذلك أرزانيني وكوردوين التي تم التنازل عنها للفرس من قبل جوفيان في 363.[بحاجة لمصدر]

## ما بعد المعركة
ذكر المؤرخ أميانوس أن عدة اشتباكات أخرى وقعت بعد الانتصار الأرمني الروماني في باغافان، وكانت نتائجها متفاوتة. يذكر فاوستوس معركة مهمة أخرى في غاندزاك في أدوربادغان حيث هزم الأرمن والرومان الفرس مرة أخرى، وهذه المرة بحضور شابور شخصيًا. وبعد هذه المعارك أرسل شابور مبعوثين وتم الاتفاق على هدنة. ثم عاد شابور إلى طيسفون وفالنس إلى أنطاكية تاركًا أرمينيا فعليًا تحت السيادة الرومانية واستمرت الهدنة لمدة سبع سنوات. نتيجة لهذه الانتصارات، يقال إن موشيغ استعاد العديد من الأراضي الأرمنية المفقودة وأجبر النبلاء الذين ثاروا ضد الملكية الأرساسية على الخضوع لسلطة باب.